# Strezetina
Strezetina – wieś w Słowenii, w gminie Ormož. 1 stycznia 2018 liczyła 66 mieszkańców.